# 西郷和彦
西郷 和彦（さいごう かずひこ、1946年 - ） は、日本の化学者。東京大学名誉教授。東京大学附属図書館長、国立大学図書館協会会長、高知工科大学副学長などを歴任した。

## 人物・経歴
愛知県生まれ。1969年東京工業大学理工学部化学科卒業、大日本インキ化学工業入社。1972年東京工業大学理学部助手。1973年東京大学理学部助手。1976年東京工業大学理学博士。
1976年埼玉大学工学部講師。同年埼玉大学工学部助教授。1979年から80年までフランス国立科学研究センター客員研究員（ジャン＝マリー・レーン研究室）。
1982年東京大学工学部助教授。1993年東京大学工学部教授。1995年東京大学大学院工学系研究科教授。1999年東京大学大学院新領域創成科学研究科教授。2002年東京大学大学院工学系研究科教授兼担。
2004年東京大学柏図書館長。2005年東京大学附属図書館長、国立大学図書館協会会長。2006年東京大学大学院工学系研究科教授、東京大学大学院新領域創成科学研究科教授兼務。
2010年東京大学名誉教授、高知工科大学環境理工学群教授。2011年高知工科大学副学長。2013年高知工科大学総合研究所教授。2014年定年退職、高知大学設備サポート戦略室マネージャー・副室長・特任教授。2017年退任。2018年日本学術振興会ストラスブール研究連絡センターセンター長。
日本学術振興会創造機能化学第116委員会委員長、日本化学会化学と工業編集委員長、有機合成化学協会副会長、分子不斉研究機構会長、日本技術者教育認定機構化学分野JABEE委員会委員長、宇部興産学術振興財団研究助成選考委員、松籟科学技術振興財団評議員、旭硝子財団研究助成選考委員等も歴任した。

## 受賞
- 1984年度有機合成化学協会奨励賞[2]。
- 1999年度モレキュラー・キラリティー・アワード[2]。
- 2005年度有機合成化学協会賞[2]。